# Церква Успіння Пресвятої Богородиці (Пустомити)
Церква Успіння Пресвятої Богородиці в Пустомитах — храм УГКЦ, пам'ятка архітектури місцевого значення в місті Пустомитах Пустомитівської громади Львівського району Львівської области України.

## Історія
Перша письмова згадка про Успенську церкву датується 17 ст.
Мурований храм збудований 1909 року за проєктом колятора Абрамовича, який замінив старішу дерев'яну церкву, яка була збудована 1833 року (згоріла в 1898 році).
У 1930-х роках виготовлено і встановлено чотириярусний іконостас. Деякі ікони з іконостаса авторства Дем'яна Горняткевича; намісні ікони створені Карлом Звіринським. Під час Другої світової війни святиня була пошкоджена кулями.
У вівтарній частині зберігся кивот, який був створений за проєктом архітектора Олександра Лушпинського. 2012 року дослідник Андрій Клімашевський виявив уламки згаданої пам'ятки в підземеллі храму.

## Парохи
- о. Михайло Левицький (1832—1839)
- о. Михайло Громницький (1839—1840, адміністратор)
- о. Йосиф Чирнянський (1840—1851)
- о. Іван Клосевич (1851—1852, адміністратор; 1852—1868)
- о. Іван Нарольський (1868—1899)
- о. Микола Кукурудза (1889—1893, сотрудник)
- о. Володимир Лещньовський (1896—1897, сотрудник)
- о. Михайло Раковський (1897—1898, сотрудник)
- о. Микола Рицар (1898—1899, сотрудник)
- о. Володимир Стернюк (1899—1900, сотрудник; 1900—1901, адміністратор; 1901—1930)
- о. Дмитро Кулик (1930—1932, адміністратор)
- о. Петро Стернюк (1932—1936)
- о. Володимир Бабій (1938—1940)
- о. Євген Возняк (1940—1944)